# Karadsch

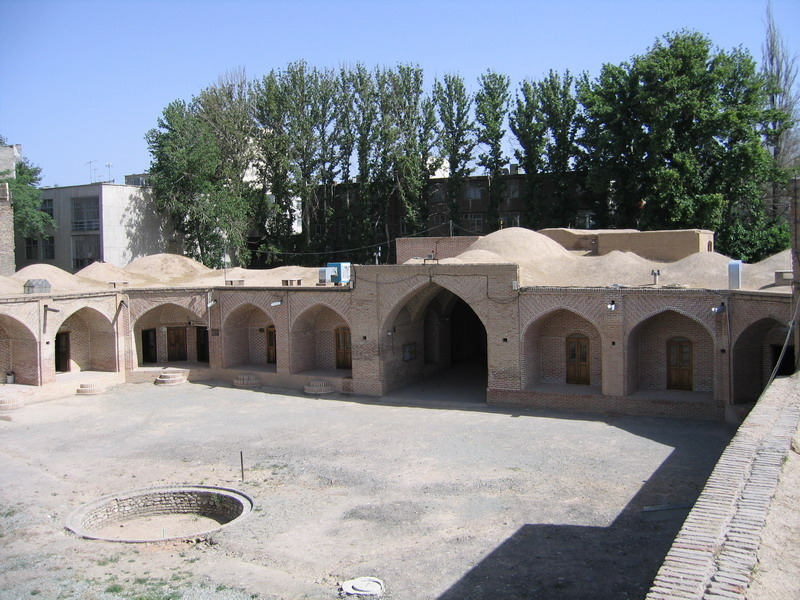
Karawanserei aus Safawidischer Zeit in Karadsch

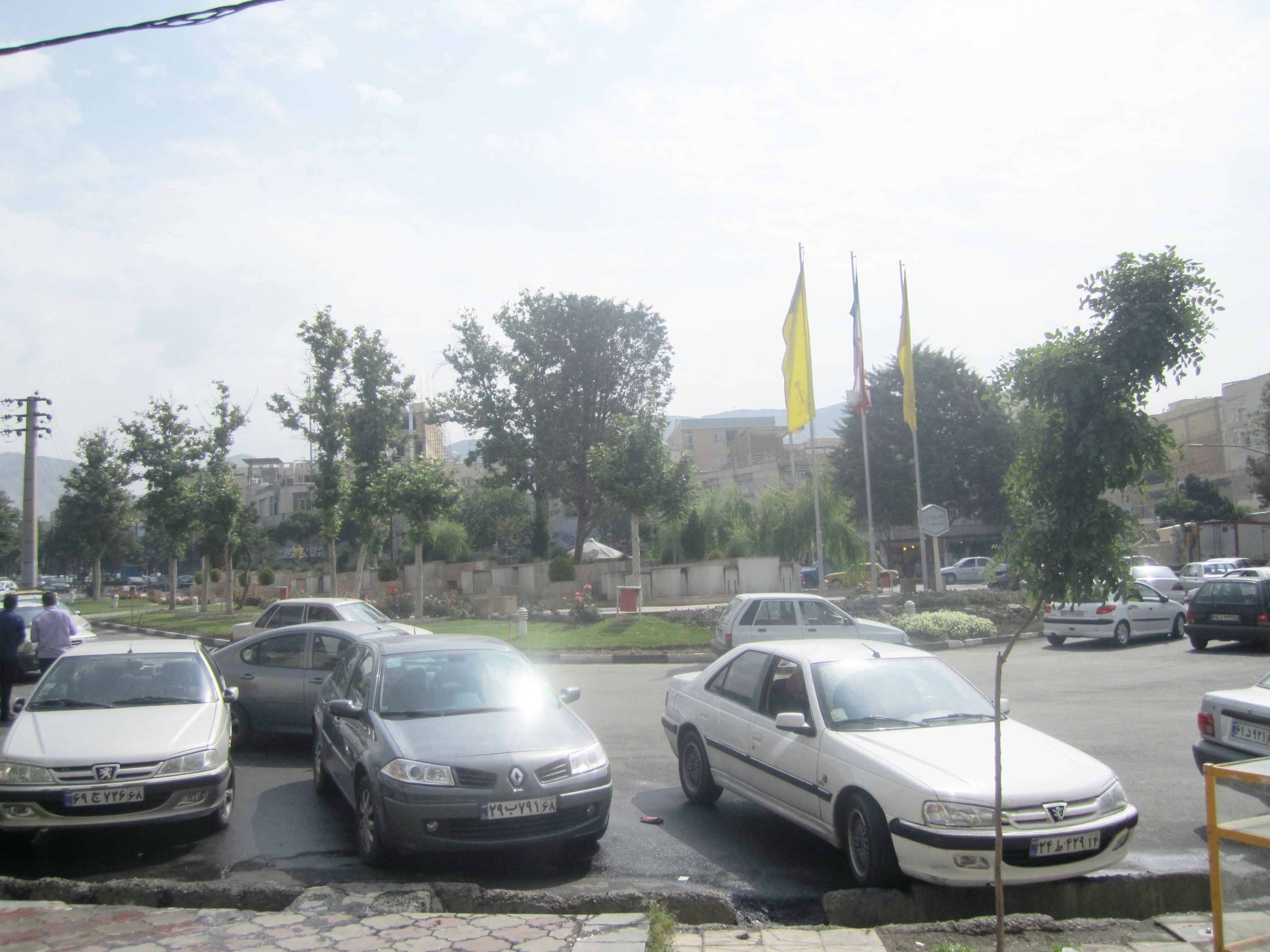
Der Rastachis-Platz im Gohardascht-Viertel

Karadsch (persisch کرج; englisch Karaj) ist eine Großstadt in Iran mit ungefähr 2 Millionen Einwohnern (2016) und einem starken Jugendanteil (rund 50 % der Einwohner). Die Stadt liegt auf 1300 m Höhe am Fuße des Elburs-Gebirges, ca. 40 km westlich von Teheran und ist Hauptort der Provinz Alborz.

## Geschichte
Karadsch ist heute durch die Expansion Teherans zu einem Vorort der Hauptstadt geworden. Doch die Stadt selbst wird seit der Bronzezeit bewohnt. Fundstätten aus dieser Zeit sind der Tepe Churvin (Bronzezeit), auch Khurvin, und Kalak (Eisenzeit). Unter den Safawiden wurde eine große Karawanserei und eine Steinbrücke über den Karadschfluss errichtet. Während der Kadscharenzeit war die Stadt ein wichtiger Stopp zwischen Teheran und Qazvin. Die Handelsstraße durch Karadsch, die nach Tschalus am Kaspischen Meer führte, wurde in den 1930er Jahren zu einer modernen Schnellstraße ausgebaut und 1938 eröffnet. Eine andere wichtige Straße über Karadsch verband Teheran mit Gilan und Aserbaidschan.
Im Zuge der Modernisierungswelle unter Reza Schah Pahlavi wurde südlich von Karadsch eine über 200 Hektar große Industriefläche ausgewiesen. Hier sollten die ersten iranischen Stahlwerke entstehen, deren Bauteile aus Deutschland aber durch die Briten am Sueskanal aufgrund des herrschenden Zweiten Weltkrieges gestoppt wurden. Trotzdem wurde Karadsch zu einem Standort, wo unter anderem Zucker, Textilien und Alkohol produziert wurde. In den 1960er-Jahren wurde mit Scharak-e Dschahanschar eine moderne Arbeitersiedlung mit Industrieanlagen gebaut. Als Teil der ganzen Industrieregion Teheran-Karadsch-Qazvin erwirtschaftete Karadsch einen großen Anteil des Bruttonationaleinkommens.
Mit dem Wachsen der Stadt bildeten sich auch Informelle Siedlungen wie z. B. Tepe Morad Ab/Zurabad, die von Arbeitern aus den Regionen von Zandschan und Aserbaidschan erbaut wurde. Mehrere Stadtteile wuchsen so schnell, dass sie 1979 den Status eigenständiger Städte (Schahr) erhielten und erst ab 1996 wieder mit Karadsch zur Großstadt Karadsch zusammengefasst wurden. Um die Stadtentwicklung zu steuern, wurden in den verschiedenen Jahren Masterpläne entworfen, aber nie umgesetzt. Der erste Masterplan 1977 scheiterte an der Islamischen Revolution. In den Jahren des Ersten Golfkrieges (1980–1988) wuchs Karadsch unkontrolliert wegen der vielen Flüchtlinge aus den Kriegsgebieten. 1989 wurde ein neuer Plan präsentiert, der erst 1993 genehmigt wurde und den man erst 1999 zu realisieren begann. Doch illegale Siedlungen und Aneignung von Grundstücken erschwerten die Umsetzung.
Das moderne Karadsch besteht aus 10 Stadtteilen und ist an die 16.000 Hektar groß (1997). Grünflächen und ländliche Teile machen etwa 700 Hektar aus. Nach Teheran besteht eine Metroverbindung, aber der öffentliche Verkehr innerhalb von Karadsch ist wenig entwickelt und die Anbindung der Vororte schlecht. Es gibt einen Postflughafen in Mehrschahr, der aber nur wenig arbeitet. Um die Verbindung zwischen Industrie und Hochschulen zu stärken, wurden große Flächen an verschiedenen Universitäten vergeben. Der Bildungsstand der Einwohner ähnelt dem der Menschen aus Teheran, trotzdem bietet Karadsch nur wenige soziale und kulturelle Aktivitäten.

## Bekannte Einrichtungen
- Am westlichen Stadtrand (Hesarak/Mehrschahr) befindet sich der Morvarid-Palast, der in den 1960er Jahren erbaut wurde.
- Im Rahmen des iranischen Atomprogrammes befindet sich in Karadsch ein Nuklearforschungszentrum für Landwirtschaft und Medizin. Es wird auch vermutet, dass in Karadsch mit Hilfe russischer und chinesischer Experten ein Atomreaktor gebaut wird. Zudem gilt Karadsch als das Zentrum der iranischen Raketenindustrie.
- 1810 baute der Kadscharenprinz Solayman Mirza einen Sommerpalast mit vier Türmen und umgeben von Gärten und Mauern. Aber schon 1860 berichtete der Reisende E. B. Eastwick, dass der Palast verlassen sei. Das Palastgelände wurde unter Nāser ad-Din Schah restauriert und 1917 zog eine Hochschule für Landwirtschaft in die Gärten ein. Unter Reza Schah Pahlavi zog hier die Landwirtschaftliche Fakultät der Teheraner Universität ein.

## Verkehr
Die Stadt liegt an der Bahnstrecke Teheran–Täbris.

## Klima
Das Klima in Karadsch ist sehr kontinental geprägt mit geringen Niederschlägen. Typisch sind heiße und trockene Sommer und feucht-kalte Winter. Niederschlag ist im Sommer sehr unwahrscheinlich. Kommt er aber doch, so muss man mit vergleichsweise starken Regenfällen rechnen, die meistens nachts kommen. Am nächsten Tag kann man die schneebedeckten Berge (oberhalb von 2500 Meter) bewundern. Die meisten Niederschläge kommen aber in den Wintermonaten (meist als Schnee) und im Frühling. Beachtlich sind auch die Temperaturunterschiede zwischen Tag und Nacht, die meist mehr als 15 °C betragen. Daher sind die Sommernächte auch angenehm und erträglich. Im Herbst kann es oft zu starken Luftverschmutzungen kommen, weil die Gebirgskette im Nordosten ein natürliches Hindernis für die typischen west- und südlichen Winde darstellen und sich die Verschmutzung aufstauen kann. Mit dem gleichen Problem in einem anderen Ausmaß hat auch die im Osten gelegene Hauptstadt zu kämpfen.
|                       | Jan  | Feb  | Mär  | Apr  | Mai  | Jun  | Jul  | Aug  | Sep  | Okt  | Nov  | Dez  |   |       |
| Mittl. Tagesmax. (°C) | 6,3  | 8,6  | 13,5 | 20,5 | 25,9 | 32,3 | 35,0 | 34,4 | 30,4 | 23,2 | 15,0 | 8,8  | ⌀ | 21,2  |
| Mittl. Tagesmin. (°C) | −2,3 | −1,1 | 2,7  | 8,3  | 12,0 | 16,4 | 18,9 | 19,0 | 15,2 | 10,5 | 4,8  | 0,4  | ⌀ | 8,8   |
|                       |      |      |      |      |      |      |      |      |      |      |      |      |   |       |
| Niederschlag (mm)     | 28,4 | 29,5 | 47,7 | 34,7 | 20,8 | 2,3  | 3,1  | 1,4  | 0,6  | 13,7 | 27,4 | 34,2 | Σ | 243,8 |
|                       |      |      |      |      |      |      |      |      |      |      |      |      |   |       |
| Sonnenstunden (h/d)   | 5,4  | 6,2  | 6,4  | 7,3  | 9,2  | 11,2 | 11,1 | 11,0 | 10,2 | 8,1  | 6,2  | 4,9  | ⌀ | 8,1   |
|                       |      |      |      |      |      |      |      |      |      |      |      |      |   |       |
| Regentage (d)         | 9,6  | 9,0  | 10,3 | 9,6  | 8,5  | 2,2  | 2,0  | 1,1  | 1,0  | 5,1  | 7,3  | 9,1  | Σ | 74,8  |

| −2,3 |

| −1,1 |

| 2,7 |

| 8,3 |

| 12,0 |

| 16,4 |

| 18,9 |

| 19,0 |

| 15,2 |

| 10,5 |

| 4,8 |

| 0,4 |

| −2,3 |

| −1,1 |

| 2,7 |

| 8,3 |

| 12,0 |

| 16,4 |

| 18,9 |

| 19,0 |

| 15,2 |

| 10,5 |

| 4,8 |

| 0,4 |

| N i e d e r s c h l a g | 28,4 | 29,5 | 47,7 | 34,7 | 20,8 | 2,3 | 3,1 | 1,4 | 0,6 | 13,7 | 27,4 | 34,2 |
|                         | Jan  | Feb  | Mär  | Apr  | Mai  | Jun | Jul | Aug | Sep | Okt  | Nov  | Dez  |

## Ethnische Zusammenstellung
| Ethnie                   | Sprache                                    | Anteil in % |
| ------------------------ | ------------------------------------------ | ----------- |
| Perser                   | Persisch                                   | 53 %        |
| Aserbaidschaner          | Azeri (Südaserbaidschanisch)               | 30 %        |
| Kurden                   | Kurdische Sprachen (Kurmandschi, Sorani …) | 7,2 %       |
| Gilaker und Mazandaraner | Gilaki oder Mazandaranisch                 | 5 %         |
| Luren                    | Lurische Dialekte                          | 4,1 %       |
| Araber                   | Arabisch                                   | 0,9 %       |
| Sonstige                 | Sonstige                                   | 0,3 %       |

Karadsch spiegelt die ethnische Zusammensetzung Irans wider: Perser machen mit etwa 50 % die größte ethnische Gruppe aus, gefolgt von Aserbaidschaner, Kurden, kaspische Völker, Luren und Araber. Daneben gibt es auch Christen und andere unbedeutende Minderheiten, darunter Flüchtlinge aus Afghanistan. Persisch ist die dominierende Sprache, auch Minderheiten sprechen Persisch als Zweitsprache. Fast alle Menschen sind offiziell muslimisch, die Mehrheit schiitisch, wobei es auch Sunniten gibt.

## Söhne und Töchter der Stadt
- Abu Bakr al-Karadschi (um 953–um 1029), persischer Mathematiker
- Zende (* 1943), Künstler
- Leila Esfandiari (1971–2011), Höhenbergsteigerin und Höhlenforscherin
- Mehrdad Pooladi (* 1987), Fußballspieler
- Raheleh Asemani (* 1989), belgisch-iranische Taekwondo-Sportlerin
- Mehdi Torabi (* 1994), Fußballspieler
- Kimia Alisadeh (* 1998), Taekwondoin